# Otohimella
Otohimella, monotipski rod crvenih algi iz porodice Liagoraceae. Jedina je vrsta morska alga O. japonica uz pacifičku obalu Japana, Filipina, Kine, Koreje i Vijetnama

## Sinonimi
- Liagora japonica Yamada 1938